# Crozant
Crozant är en kommun i departementet Creuse i regionen Nouvelle-Aquitaine i de centrala delarna av Frankrike. Kommunen ligger i kantonen Dun-le-Palestel som tillhör arrondissementet Guéret. År 2022 hade Crozant 433 invånare.

## Befolkningsutveckling
Antalet invånare i kommunen Crozant
Referens:INSEE

## Galleri

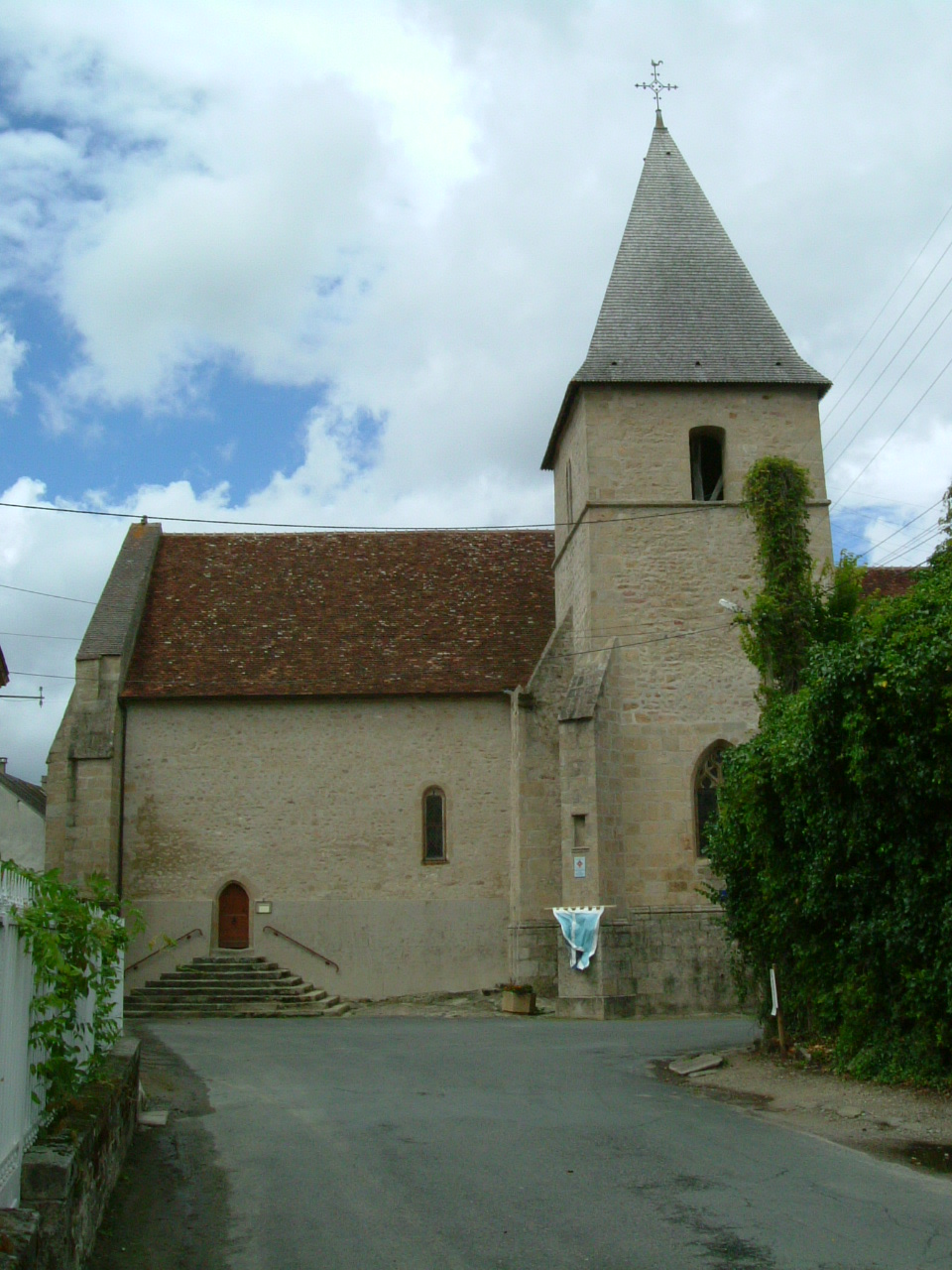
Église Saint-Étienne
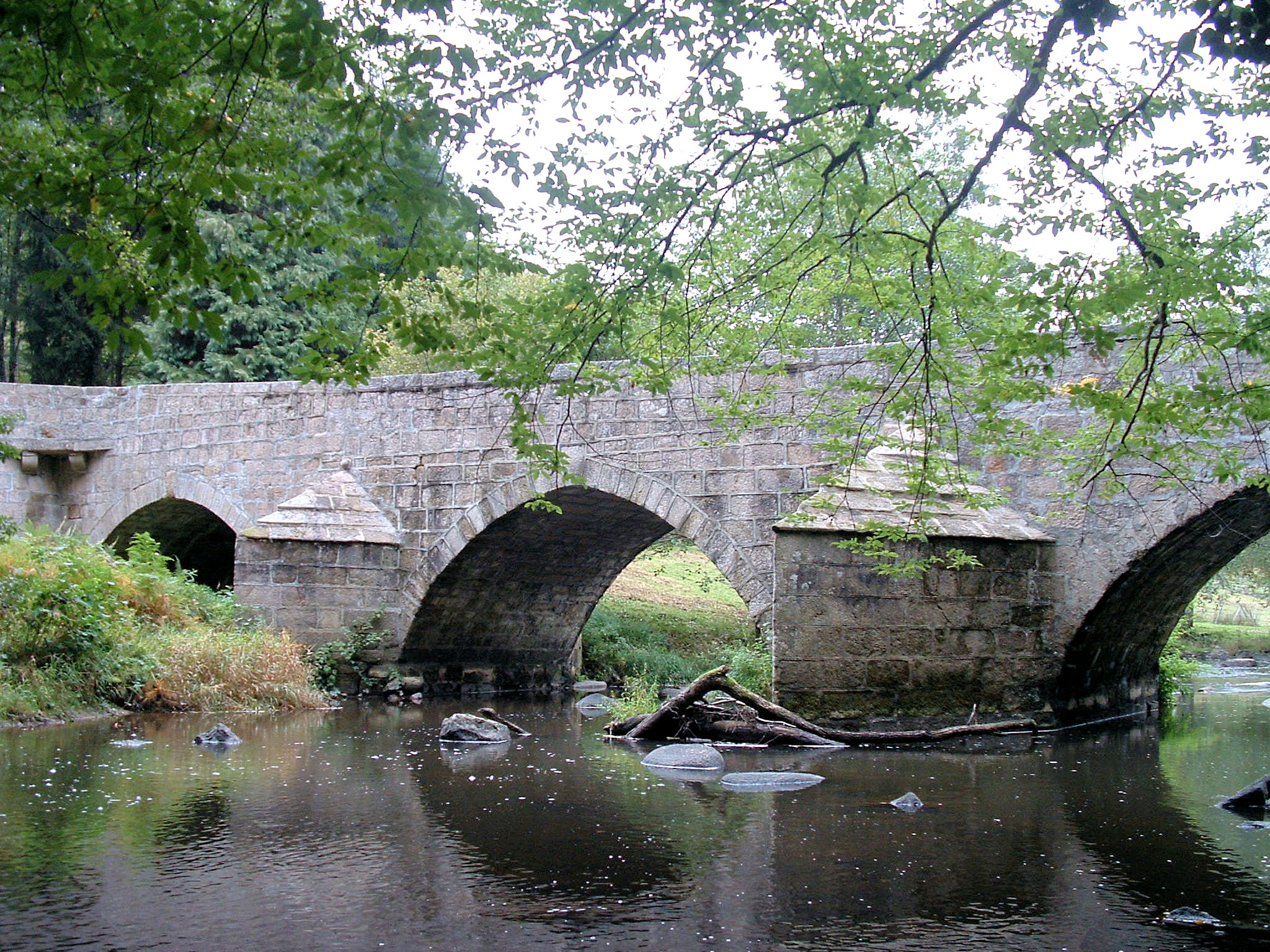
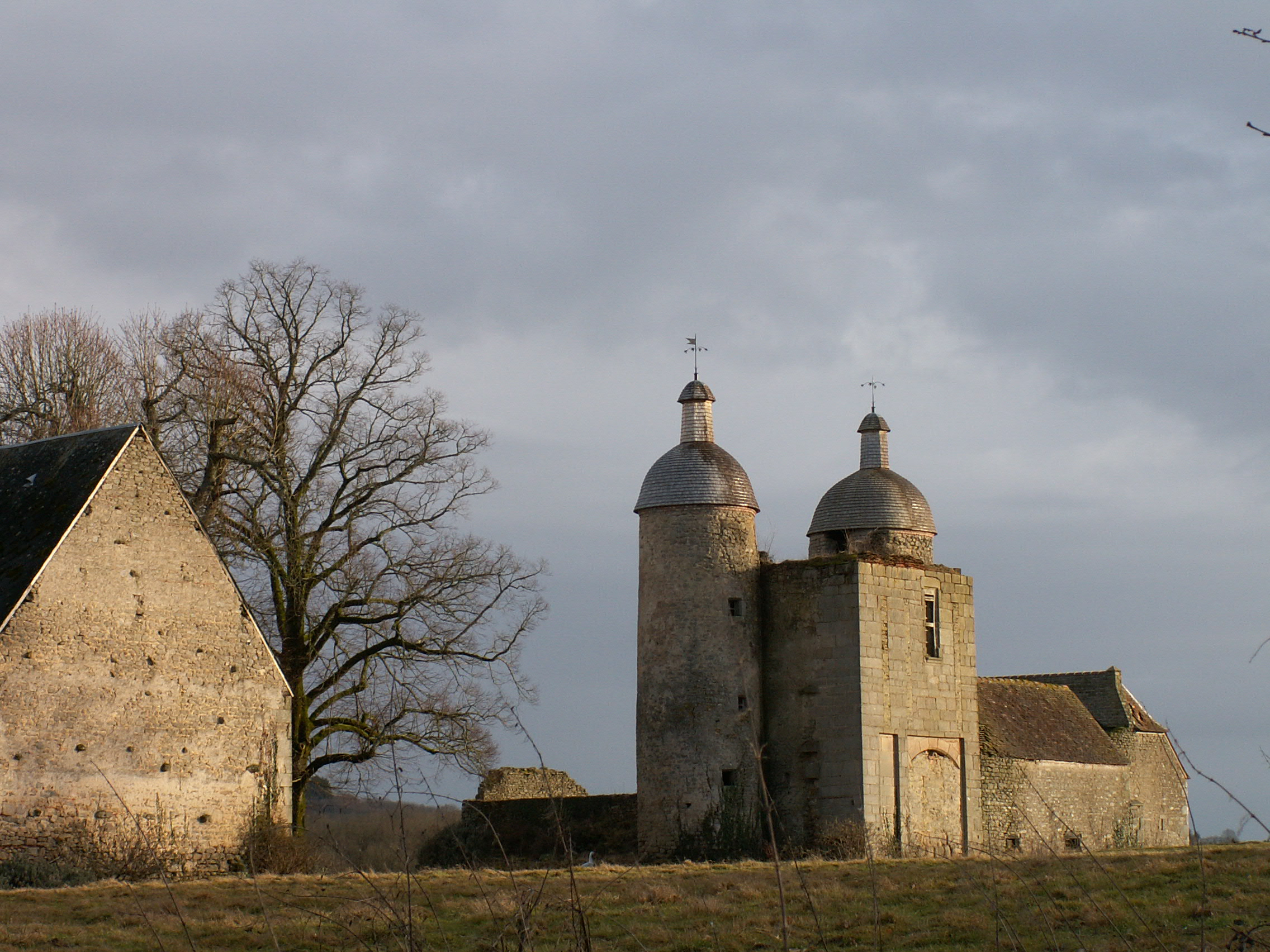
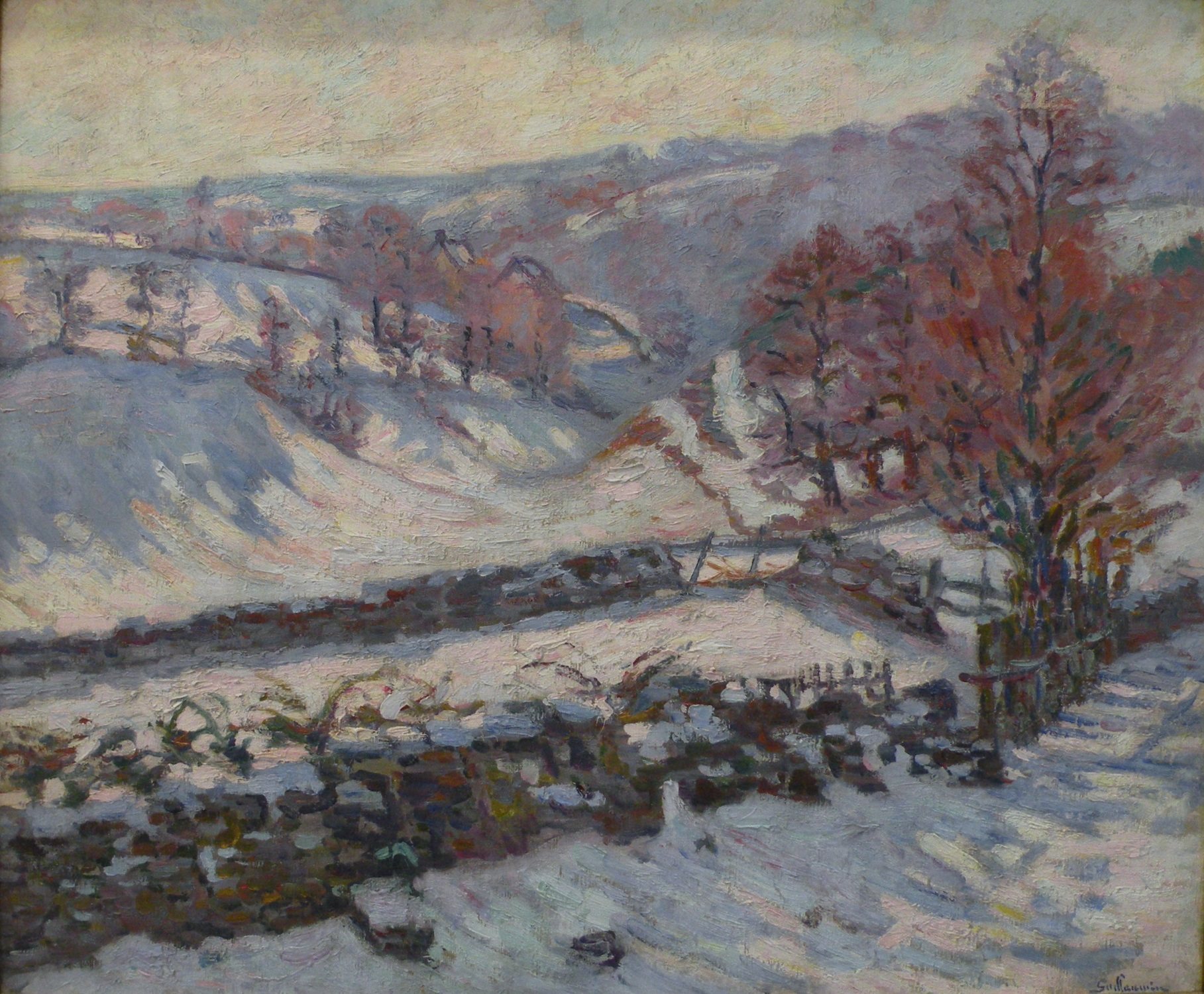
Paysage de neige à Crozant, Armand Guillaumin (1895).